# Conjetura de protección de la cronología
La conjetura de protección de la cronología es una hipótesis formulada por el físico inglés Stephen Hawking, quien sostiene que las leyes de la Física son tales que impiden el viaje en el tiempo en cualquier escala que no sea submicroscópica. Por otra parte, advierte Hawking que la mejor demostración de dicha imposibilidad es que en la actualidad no estamos siendo invadidos por turistas venidos del futuro, afirmación que obviamente expresó siendo consciente de que una curva cerrada de tipo tiempo no permitiría viajar a un tiempo anterior al de su creación. Como aún no se ha construido ninguna máquina del tiempo, no habría por qué esperar turistas temporales.
Matemáticamente, la posibilidad del viaje en el tiempo está representada por la existencia de la curva cerrada de tipo tiempo.

## Historia de la expresión
En un artículo de 1992, Hawking usó como metáfora una ficticia Agencia de Protección de la Cronología para personificar aspectos de la física que hacen imposible el viaje en el tiempo a escala macroscópica, lo que es una forma de prevenir las paradojas temporales.
Hawking afirmó:

Parece existir una Agencia de Protección de la Cronología que impide la aparición de curvas temporales cerradas, y que de ese modo hace seguro el universo para los historiadores.

La idea de dicha agencia parece haber sido extraída jocosamente del Time Patrol o Policía del Tiempo, un concepto presente en obras de ciencia ficción como El fin de la Eternidad, de Isaac Asimov, la serie del Policía del Tiempo de Poul Anderson, Lord Kalvan of Otherwhen, de H. Beam Piper, y otras historias sobre el particular, como los libros de Charles Stross, la Autoridad de Variación Temporal de Marvel Comics, los Vice Presidential Action Rangers de la serie animada Futurama, la serie británica Doctor Who, la película Timecop con el actor belga Jean-Claude Van Damme, etcétera.
Por su parte, The Chronology Protection Case, de Paul Levinson, publicado en la revista Analog Magazine, en 1995, hace de la conjetura de Hawking un instrumento asesino de científicos que saben demasiado.

## Explicación
Las ideas recogidas en la conjetura son, no obstante, muy serias. Han sido sugeridos multitud de escenarios para las curvas cerradas de tipo tiempo, y la teoría general de la relatividad las prevé en determinadas circunstancias (por ejemplo, permitirían la construcción de una máquina del tiempo a través de agujeros de gusano).
Pero los intentos de incorporar los efectos cuánticos a la relatividad general usando gravedad semiclásica parecen hacer plausible que, en el momento del tránsito, las fluctuaciones en la energía del vacío puedan incrementar la densidad de energía sobre el armazón de la máquina del tiempo (el horizonte de Cauchy de la región donde las curvas temporales cerradas llegan a ser posibles) hasta el infinito, destruyendo así la máquina del tiempo en el mismo instante en que la misma ha sido creada, o al menos impidiendo que nadie externo penetre en ella.
La cuestión en este punto es: ¿este aparente impedimento de las curvas cerradas de tipo tiempo es una restricción general de la física, de la misma clase que la ley de la conservación de la energía, o se trata más bien de una coincidencia accidental?
Una prueba definitiva de la validez de la conjetura de protección de la cronología requeriría una teoría definitiva de la gravedad cuántica, opuesta a los argumentos semiclásicos que han sido principalmente esgrimidos para apoyarla (existen también argumentos a favor dentro de la teoría de cuerdas, pero ésta no es considerada todavía una teoría definitiva de gravedad cuántica).
La observación experimental de la curva cerrada de tipo tiempo podría demostrar que esta conjetura es falsa. Sólo si los físicos contaran en su apoyo con una teoría de la gravedad cuántica cuyas predicciones fuesen confirmadas en otras áreas, el hecho les otorgaría un alto grado de confianza en las predicciones de la teoría, acerca de la posibilidad o imposibilidad del viaje en el tiempo.

## Otras propuestas
Otras teorías que permiten el viaje al pasado, pero previenen las paradojas temporales, tales como el Principio de autoconsistencia de Novikov, que aseguraría que la línea temporal se mantuviese consistente, o la idea de que el viajero en el tiempo se transfiere a un universo paralelo mientras que su línea de tiempo original permanece indemne, no se considera que «protejan» suficientemente la cronología.
En 1996, el físico Li-Xin Li (vinculado a J. Richard Gott, autor de Los viajes en el tiempo y el universo de Einstein) publicó un artículo en el cual postulaba una anti-conjetura de protección de la cronología:

Al aparecer la absorción de materia, las fluctuaciones cuánticas de vacío de todo tipo de campos podrían ser suavizadas; el espacio-tiempo permanecería estable ante la máquina del tiempo contra las fluctuaciones de vacío. La conjetura de protección de la cronología podría fracasar contra la anticonjetura: no hay ley en la física que impida la aparición de curvas cerradas de tipo tiempo.